# Електричне вітрило

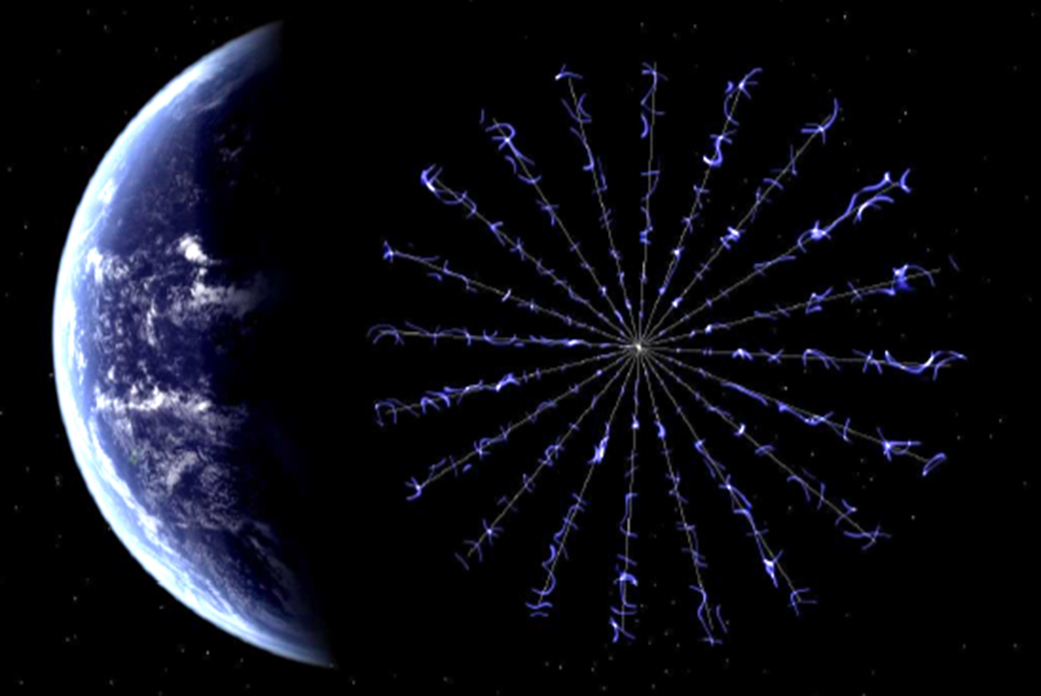
Heliopause Electrostatic Rapid Transit System (HERTS) — це концепція космічного корабля, що використовує електричне вітрило.

Електричне вітрило (також відоме як електричне вітрило сонячного вітру або E-вітрило) — запропонована форма руху космічного корабля, що використовує динамічний тиск сонячного вітру як джерело тяги. Він створює «віртуальне» вітрило, використовуючи маленькі дроти для формування електричного поля, яке відхиляє протони сонячного вітру та витягує їх імпульс. Ідею вперше сформулював Пекка Янхунен у 2006 році у Фінському метеорологічному інституті.

## Принципи роботи та конструкція
Електричне вітрило складається з ряду тонких, довгих і провідних канатів, які утримуються у високому позитивному потенціалі бортовою електронною гарматою. Позитивно заряджені троси відхиляють протони сонячного вітру, таким чином відбираючи від них імпульс. Одночасно вони притягують електрони з плазми сонячного вітру, створюючи електронний струм. Електронна гармата компенсує надходить електричний струм.
Один із способів розгорнути троси — обертати космічний корабель, використовуючи відцентрову силу, щоб вони були розтягнуті. Шляхом точного налаштування потенціалів окремих тросов і, таким чином, окремо сили сонячного вітру, можна контролювати положення космічного корабля.
Місії E-sail можна запускати майже в будь-який час лише з незначними варіаціями часу в дорозі. Навпаки, звичайні місії з гравітаційним маневром повинні чекати, поки планети досягнуть певного вирівнювання.

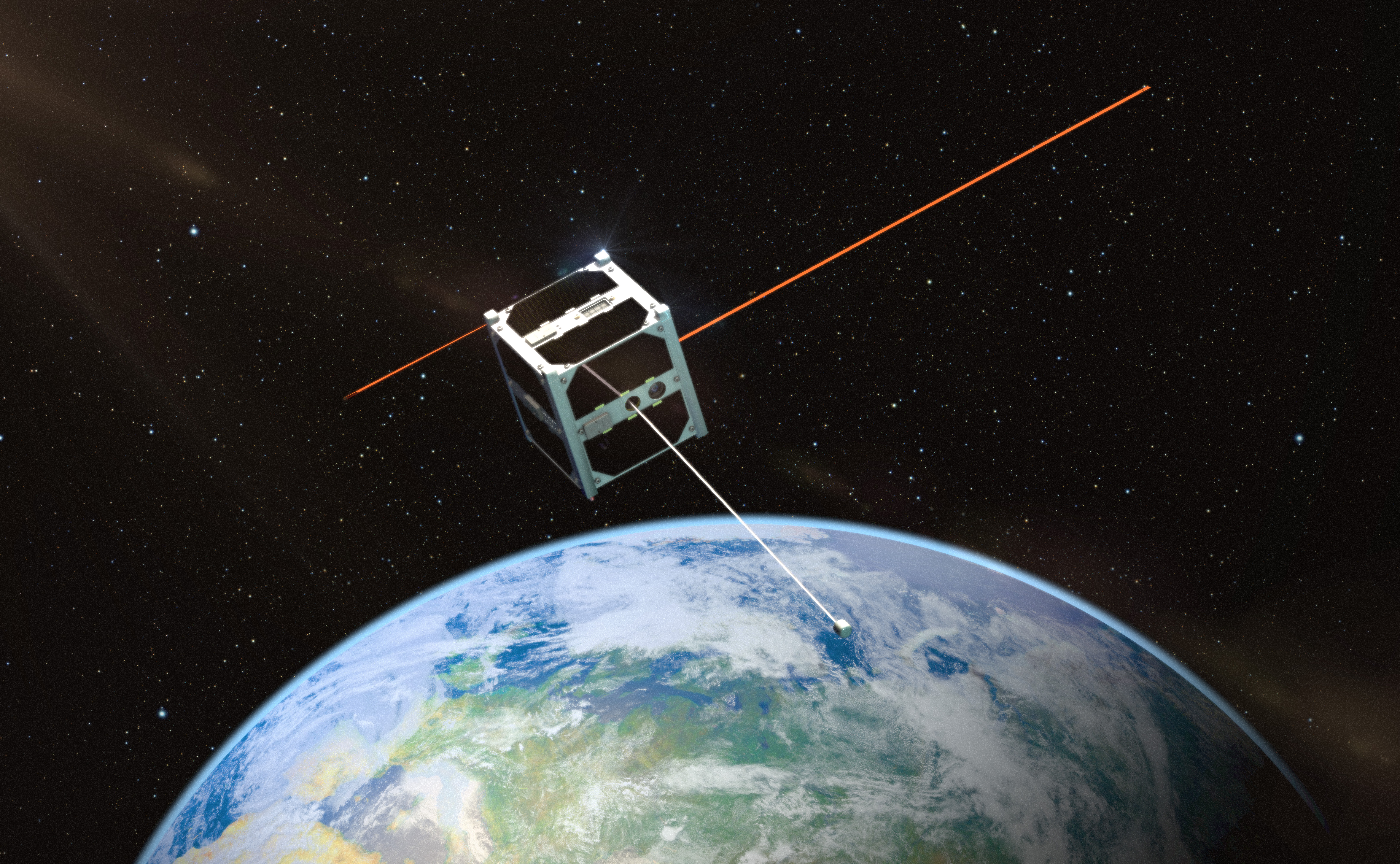
Візуалізація художника ESTCube-1, запущеного в травні 2013 року, який мав стати першим супутником для випробування електричного вітрила.

Електричне сонячне вітрило має мало спільного з традиційним сонячним вітрилом. Е-вітрило отримує імпульс від іонів сонячного вітру, тоді як фотонні вітрила рухаються фотонами. Таким чином, доступний тиск становить лише близько 1% тиску фотонів, однак це може бути компенсовано простотою масштабування. У E-sail роль вітрила відіграють випрямлені провідні троси (зроблені з дроту), які розміщені радіально навколо приймаючого судна. Дроти електрично заряджені, тому навколо них створюється електричне поле. Електричне поле дротів простягається на кілька десятків метрів у плазму навколишнього сонячного вітру. Відстань проникнення залежить від щільності плазми сонячного вітру і змінюється як довжина Дебая плазми. Оскільки електрони сонячного вітру впливають на електричне поле (подібно до фотонів на традиційному сонячному вітрилі), ефективний електричний радіус тросу базується на електричному полі, яке створюється навколо троса, а не на самому тросі. Цей факт також дає можливість маневрувати, регулюючи електричний заряд троса.
Повнорозмірне вітрило мало б 50–100 випрямлених тросів довжиною приблизно 20 км., кожен.
У порівнянні з відбиваючим сонячним світлом вітрилом, іншою безпаливною руховою системою глибокого космосу, електричне вітрило сонячного вітру може продовжувати прискорюватися на більших відстанях від Сонця, все ще розвиваючи тягу, коли він рухається до зовнішніх планет. До того моменту, як він досягне крижаних гігантів, він, можливо, накопичить швидкість до 20 км/с., що відповідає зонду "New Horizons", але без допомоги гравітації.
Щоб звести до мінімуму пошкодження тонких мотузів від мікрометеороїдів, троси повинні бути сформовані з кількох ниток діаметром 25–50 мікрометрів, зварених разом через рівні проміжки. Таким чином, навіть якби один провід був розірваний, провідний шлях уздовж повної довжини обплетеного дроту залишився б на місці. Доцільність використання ультразвукового зварювання була продемонстрована в Університеті Гельсінкі в січні 2013 року.